# Face to Face (programa de televisión)
Face to Face era un programa de concursos estadounidense, emitido por la cadena NBC desde el 9 de junio de 1946 hasta el 26 de enero de 1947, los domingos a las 8:00 p. m. (hora del Este). Cada episodio duraba 20 minutos.
El programa consistía en que un caricaturista debía dibujar a una persona que nunca había visto antes, basado en una descripción entregada por otra persona. Originalmente, la persona que era dibujada se encontraba en otra habitación, pero más adelante, la persona era puesta en el estudio, separada del dibujante mediante una cortina. Esto permitía al público ver la cara de la persona mientras el dibujo tomaba forma.
También existían rondas de preguntas, en las cuales los participantes debían identificar a las personas de acuerdo a las pistas dadas.
El programa era presentado por Eddie y Bill Dunn, y una mujer identificada sólo como "Sugar".